# Al-Hilāl (Zeitschrift)
al-Hilāl (arabisch الهلال ‚Die Mondsichel‘) ist eine monatlich erscheinende ägyptische Kulturzeitschrift, die ursprünglich 1892 von Dschurdschī Zaidān in Alexandria gegründet wurde und in deutlich veränderter Form und weniger breiter Ausrichtung bis heute fortbesteht. Ursprünglich befasste sie sich ihrem Untertitel zufolge mit „wissenschaftlichen, historischen und literarischen“ Themen. Schwerpunkte der Zeitschrift waren Ethik, Soziologie, Weltgeschehen, Geschichte, Geographie sowie das kulturelle Erbe, die Literatur und die Sprache der Araber. Zudem nutzte Dschurdschī Zaidān sie zur periodischen Veröffentlichung seiner historischen Romane.
Ami Ayalon zufolge trug dieser „Fokus auf arabische und islamische Angelegenheiten“ wesentlich zu dem Erfolg der Zeitschrift bei, die im Unterschied zu vielen anderen Magazinen der Zeit auch den Tod ihres Herausgebers überlebte; derweil sieht Albert Hourani den Grund dafür vielmehr darin, dass es al-Hilāl gelang, sich im Laufe der Zeit neue Themen und mit ihnen auch neue Leser zu erschließen. Gegenwärtig wird die Zeitschrift im staatlichen ägyptischen Verlag Dār al-Hilāl herausgegeben.